# ロトゥ・イニシ
ロトゥ・イニシ（Lotu Inisi、1999年3月26日 - ）は、トンガ出身のラグビーユニオン選手。ジャパンラグビーリーグワンのレッドハリケーンズ大阪に所属している。

## 経歴
2019年から2020年まで、7人制トンガ代表としてワールドラグビーセブンズシリーズなどに出場した。
2019年、ニュージーランドのノースハーバーに加入。2021年のバニングスNPC（ニュージーランド州代表選手権）に出場した。
2022年から、スーパーラグビーのモアナ・パシフィカに加入。同2022年7月2日、15人制トンガ代表としてパシフィック・ネーションズ・カップに控えから出場し、代表初キャップを得た。
2025年8月、ジャパンラグビーリーグワンのレッドハリケーンズ大阪に加入した。